# Petit rhombidodécaèdre
En géométrie, le petit rhombidodécaèdre est un polyèdre uniforme non-convexe, indexé sous le nom U39.
Il partage son arrangement de sommets et d'arêtes, ainsi que ses faces carrées, avec le petit rhombicosidodécaèdre convexe.